# Rosemarie Müller
Rosemarie Müller (* 15. Januar 1949 in Ludwigsburg) ist eine deutsche Politikerin (SPD).
Müller begann als kaufmännische Angestellte, machte die Ausbildung zur Bankkauffrau und erwarb den Kaufmannsgehilfenbrief. Sie arbeitete über zehn Jahre lang als Sachbearbeiterin bei verschiedenen Privatbanken. Sie war außerdem beim Deutschen Kinderschutzbund ehrenamtlich tätig.
Müller war von 1989 bis 1999 Vorsitzende der SPD im Ortsverein Nieder-Olm. Sie gehörte ferner dem Vorstand der SPD im Landkreis Mainz-Bingen an und war Schatzmeisterin im Bezirk Rheinhessen. Im November 2000 wurde sie zur Vorsitzenden der SPD in der Verbandsgemeinde Nieder-Olm gewählt. Müller gehörte von 1984 bis 1989 dem Gemeinderat von Nieder-Olm an, von 1984 bis 1999 dem Verbandsgemeinderat Nieder-Olm und von 1994 bis 1999 dem Kreistag Mainz-Bingen, in dem sie auch Geschäftsführerin der SPD-Fraktion war. 1999 kehrte sie in den Ortsgemeinderat in Nieder-Olm zurück. Im gleichen Jahr wurde sie in das Europäische Parlament gewählt, dem sie bis 2004 angehörte. 